# Karl Ploberger

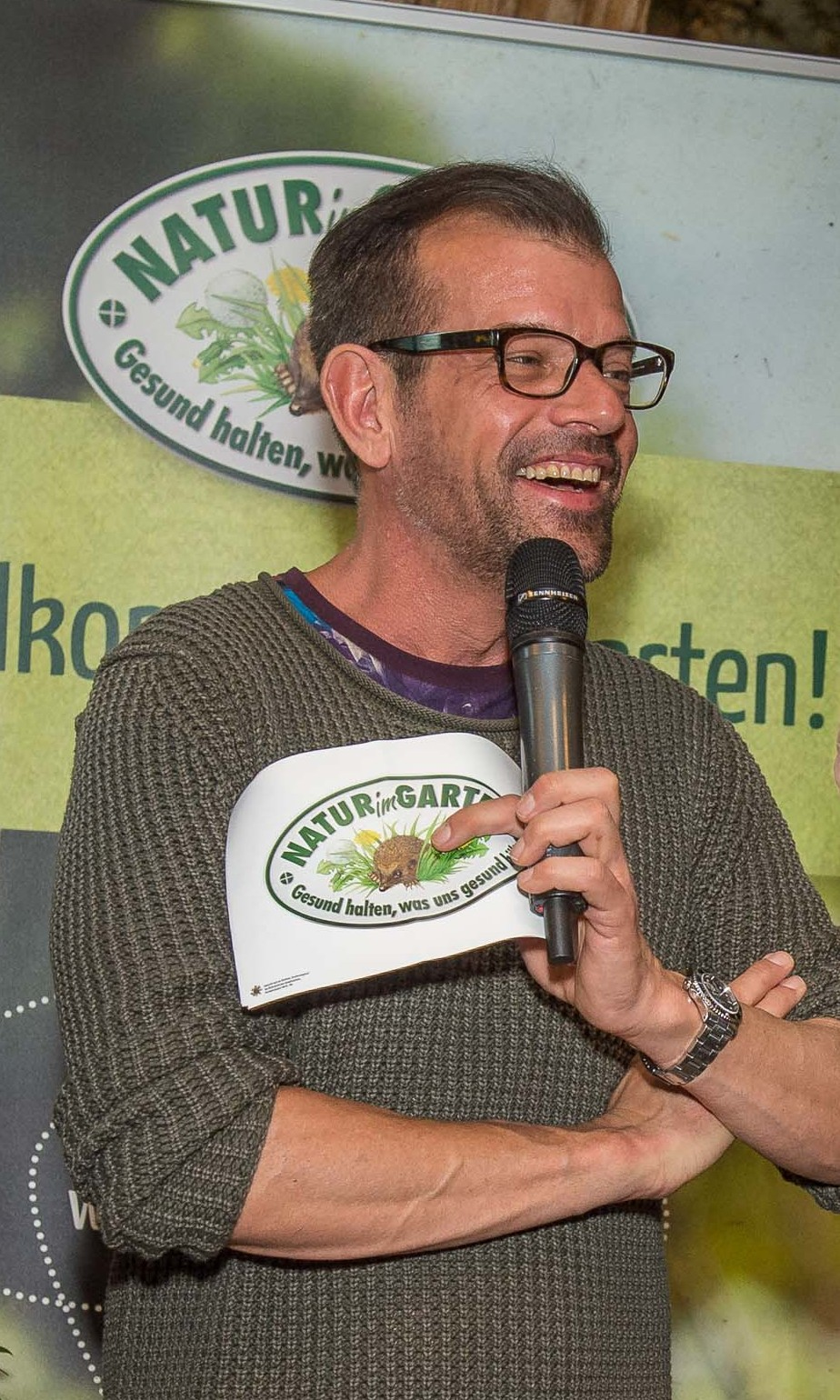
Karl Ploberger (2018)

Karl Ploberger (* 20. Juni 1959 in Vöcklabruck, Oberösterreich) ist ein österreichischer Journalist, Moderator und Sachbuchautor. Bekannt wurde Ploberger als „Bio-Gärtner“ des ORF.

## Leben
Karl Ploberger absolvierte die Handelsakademie in Vöcklabruck. Neben dem (später abgebrochenen) Studium der Handelswissenschaften an der WU Wien arbeitete Ploberger als freier Mitarbeiter für die Tageszeitung Kurier. Er stieg dort bis zum Redaktionsleiter der Oberösterreich-Ausgabe auf.
Seit 1988 ist er für den ORF tätig. Anfänglich wurde er im Aktuellen Dienst eingesetzt, 1998 wurde er Marketingleiter für Oberösterreich. Ab 1993 präsentierte er regelmäßig Garten-Tipps in der Oberösterreich-Ausgabe von Bundesland heute. 2004–2005 war er neben Martina Rupp Moderator des TV-Magazins Willkommen Österreich. Seit 2006 moderiert er die von April bis November ausgestrahlte, wöchentliche TV-Sendung Natur im Garten.
2020 moderierte er gemeinsam mit Nina Kraft 2 Ausgaben der Samstagabendshow Österreich blüht auf aus den Kittenberger Erlebnisgärten in Langenlois-Schiltern (Niederösterreich). 2021 moderiert er gemeinsam mit Stefanie Hertel Die Gartenparty der Stars.
In seiner Rolle als Bio-Gärtner publiziert er laufend in unterschiedlichen Medien, etwa der Kleinen Zeitung.
Ploberger ist verheiratet und Vater einer Tochter.

## Publikationen (Auswahl)
- Der Garten für intelligente Faule: Das etwas andere Gartenbuch. Ideen und Praxis, Österreichischer Agrarverlag, 2000
- Die schönsten Balkone und Terrassen für intelligente Faule, Österreichischer Agrarverlag, 2004
- Willkommen in meinem Garten. Erfahrungen eines intelligenten faulen Gärtners, avBUCH, 2005
- Intelligent und Faul durchs Gartenjahr, avBUCH, 2006
- Garteln (Gärtnern) für intelligente Faule von A-Z, avBUCH, 2008
- Balkone und Terrassen naturnah gestalten, avBUCH, 2008
- Natur im Garten – Das Buch zur TV-Serie, avBUCH, 2009
- Gartengeschichten für intelligente Faule, avBUCH, 2010
- Der Gartenflüsterer: meine grünen Geheimnisse, Fotos von Ursel Borstell, BLV Buchverlag, München 2017, ISBN 978-3-8354-1545-4
- Karl Plobergers Kindergarten, gemeinsam mit Andrea Benedetter-Herramhof, Herramhof Verlag, St. Florian 2018, ISBN 978-3-903147-05-8
- Gartenlust und Küchenzauber für intelligente Faule: Praktisch garteln, saisonal ernten, einfach zubereiten, gemeinsam mit Karoline Ploberger, avBUCH, München 2018, ISBN 978-3-8404-6452-2
- Gartenlust und Küchenzauber: praktisch garteln, saisonal ernten, einfach zubereiten, gemeinsam mit Karoline Ploberger, avBuch, München 2018, ISBN 978-3-8404-7564-1
- Balkone und Terrassen: naturnah gestalten, avBuch, München 2019, ISBN 978-3-8404-6617-5
- Genau so geht Bio-Garten! 20 Jahre Erfahrungen des intelligenten, faulen Gärtners, avBuch, München 2020, ISBN 978-3-8404-7571-9